# Hughes-Halbinsel
Die Hughes-Halbinsel ist eine 29 km lange und vereiste Halbinsel an der Nordküste der Thurston-Insel vor der Eights-Küste des westantarktischen Ellsworthlands. Sie liegt östlich des Henry Inlet und endet am Kap Davies.
Eine erste Kartierung erfolgte anhand von Luftaufnahmen der United States Navy vom Dezember 1946 im Zuge der Operation Highjump (1946–1947). Das Advisory Committee on Antarctic Names benannte die Halbinsel 1960 nach Jerry Hughes, der im Zuge der Expedition der United States Navy in die Bellingshausen-See im selben Jahr Luftaufnahmen von der Thurston-Insel aus dem Hubschrauber angefertigt hatte.